# Franz Schuhmeier
Franz Schuhmeier (* 11. Oktober 1864 in Wien; † 11. Februar 1913 ebenda) war ein österreichischer Politiker und sozialdemokratischer Arbeiterführer. Er, auch als "Volkstribun von Ottakring" bezeichnet, galt als populärer Redner, allerdings auch als antisemitischer und antiklerikaler Agitator, und wurde 1913 ermordet, was zu einer der größten sozialdemokratischen Kundgebungen der Monarchie führte.

Franz Schuhmeier um 1900

## Jugend und Herkunft

Franz Schuhmeier in jungen Jahren (1890)

Der Sohn der Wäscherin Theresia und des immer wieder arbeitslosen Bandmachergesellen Eduard Schuhmeier aus Ottakring wuchs in ärmlichen Verhältnissen auf. Mit einem Vater als Alkoholiker musste er schon als Sechsjähriger schwere Arbeit bei einem Pferdefuhrwerk verrichten. Das und der tödliche Arbeitsunfall seines älteren Bruders im Alter von 13 Jahren war ein wesentlicher Grund dafür, dass Schuhmeier später speziell die in Wien sehr verbreitete Kinderarbeit bekämpfte.
Da er ein guter Schüler war, vermittelte ihm sein Volksschullehrer einen kostenlosen Platz im Priesterseminar von St. Pölten, damals eine der wenigen Möglichkeiten für Mittellose, eine gute Schulbildung zu erhalten. Da sich die Familie aber nicht einmal die vorgeschriebene „ordentliche Kleidung“ leisten konnte, blieb Schuhmeier diese Möglichkeit verwehrt.
Er begann daher 1877, den Beruf eines Ziseleurs zu erlernen, musste die Lehre aber wegen einer Augenverletzung abbrechen. Bei seiner Arbeit als Hilfsarbeiter der Buntpapierfabrik Goppold und Schmiedl in Gumpendorf kam Schuhmeier mit der sozialdemokratischen Bewegung in Kontakt. Am 22. August 1886 heiratete er seine Arbeitskollegin Cilli Ditz.

## Politik
Da in Cisleithanien, der österreichischen Reichshälfte der Habsburgermonarchie, seit 1884 Ausnahmezustand herrschte, konnten Arbeiterbildungsvereine nur unter Tarnbezeichnungen existieren. Deshalb gründete Schuhmeier 1886 einen als Raucherklub Apollo getarnten illegalen Arbeiterbildungsverein, was ihn mehrmals ins Gefängnis brachte. Daher war er auch beim Gründungskongress der Sozialdemokratischen Arbeiterpartei in Hainfeld vom 30. Dezember 1888 bis 1. Jänner 1889 verhindert. In Hainfeld waren die Arbeiterbildungsvereine zur Sozialdemokratischen Arbeiterpartei (SDAP heute: Sozialdemokratische Partei Österreichs) zusammengefasst worden. Nach seiner Haft, wegen der er seine Stelle verloren hatte, trat Schuhmeier in die Verwaltung der Arbeiter-Zeitung ein.
Aus dem nunmehrigen Arbeiterbildungsverein Apollo, der seinen Sitz in Neulerchenfeld hatte, sollte sich die sozialdemokratische Bezirksorganisation Ottakring entwickeln. Im Oktober 1891 erschien zum ersten Mal die von Schuhmeier mitbegründete Volkstribüne, die das offizielle Organ der Niederösterreichischen (und Wiener) SDAP wurde. Später wurde er deren Herausgeber und 1894 Chefredakteur.
1892 veröffentlichte Schuhmeier die Broschüre In elfter Stunde, in dem sein unerschütterlicher Glaube an die Überwindung des kapitalistischen Systems erkennbar ist. Darin heißt es, dass

„der Sozialismus nicht aufzuhalten ist, die Stunde wird und muss schlagen! … Mit dem zwölften Schlag müssen die Arbeiter jene Macht sein und jenes Wissen besitzen, um die Herrschaft ergreifen zu können… Es ist unsere Aufgabe, das Volk in allen Dingen aufzuklären!“

So agitierend blieb er als Volkstribun von Ottakring und mitreißender Redner in der Erinnerung der Wiener Arbeiterschaft. Zuerst der radikalen „anarchistischen“ Richtung zugehörig, übernahm er mehr und mehr reformistische Positionen und wurde zu einem Verfechter der Parteieinheit. Er zählte zum deutschnationalen, demokratischen und antihabsburgischen Teil der Sozialdemokraten, der gelegentlich auch vordergründigen Antisemitismus vertrat. Die christlich-soziale Partei sah er als "verjudet" an, aus der Freimaurerloge trat er wieder aus, weil viele Juden Mitglieder waren, und selbst Parteigenossen wie Victor Adler kritierte er gelegentlich mit antisemitischen Untertönen. Als eine der zahlreichen antisemitischen "Figuren" Wiens nahm ihn auch der Schriftsteller Arthur Schnitzler wahr, wie eine Bemerkung in dessen Tagebuch 1912 zeigt.
Schuhmeier war von 1896 bis 1898 Reichsparteisekretär der Sozialdemokratischen Arbeiterpartei und damit Mitglied der Parteileitung. Gemeinsam mit Albert Sever und Anton David entwickelte er die bis heute noch bestehende interne Organisationsstruktur der österreichischen Sozialdemokratie, wie beispielsweise das System der Vertrauenspersonen. 1900 wurde er in den Wiener Gemeinderat gewählt, da es erstmals auch eine allgemeine Kurie für die nicht privilegierte männliche Bevölkerung gab. Er und der spätere Wiener Bürgermeister Jakob Reumann waren damit die ersten sozialdemokratischen Gemeinderäte Wiens. Dort lieferte er sich „legendäre Rededuelle“ mit Bürgermeister Lueger.
Schuhmeier war auch der Verfasser des ersten Kommunalprogramms der Sozialdemokraten. Er widmete sich der Sozial- und Bildungspolitik, dem Wohnungswesen und dem Kampf für das allgemeine Wahlrecht. Schuhmeier forderte den Bau von Wohnhäusern und Volksbädern sowie den Ausbau der Fürsorge. Gemeinsam mit dem Historiker und Universitätsprofessor Ludo Hartmann baute er die erste Volkshochschule, das Volksheim Ottakring auf. 1901 wurde Schuhmeier einer der beiden ersten sozialdemokratischen Abgeordneten zum Reichsrat, 1910 auch Mitglied des niederösterreichischen Landtags. Bildungs- und Wahlrechtsfragen standen bei seiner parlamentarischen Arbeit im Vordergrund.
Schuhmeier stand mit seiner derb-drastischen Redeweise (er sprach den Dialekt der Wiener Vorstädte) häufig in Opposition zum Parteivorsitzenden Victor Adler, auch weil er meist ein offensiveres Vorgehen, wie Straßendemonstrationen forderte. Schuhmeier polemisierte in parteiinternen Auseinandersetzungen auch gegen andere jüdische Parteikollegen wie Friedrich Austerlitz, den er als „Juden der Arbeiterzeitung“ verunglimpfte.
Schuhmeiers Parteifreund Wilhelm Ellenbogen bezeichnete Schuhmeiers Einstellung nicht grundlos als „Koketterie mit dem Antisemitismus“. Gleichzeitig bekämpfte er in der Volkstribüne die antisemitische Hetze nach der Ermordung des Mädchens Anezka Hruzova in Böhmen. Adler fand Schuhmeiers „Radau-Opportunismus“ außerhalb von „Wildwest“, den westlichen Wiener Arbeitervorstädten, „ganz unmöglich“. Nach außen hin wurde Schuhmeier aber auch als ideologischer Gegenspieler zum ebenso populistischen Bürgermeister Karl Lueger wahrgenommen. Schuhmeier avancierte zum bestgehassten Sozialdemokraten Wiens. Er war berühmt wegen seiner Schlagfertigkeit, seiner auf dem Wiener Lokalton beruhenden Beredsamkeit, seiner Härte im Geben wie im Nehmen, mit der er sich oft an die Grenze zur Demagogie brachte.

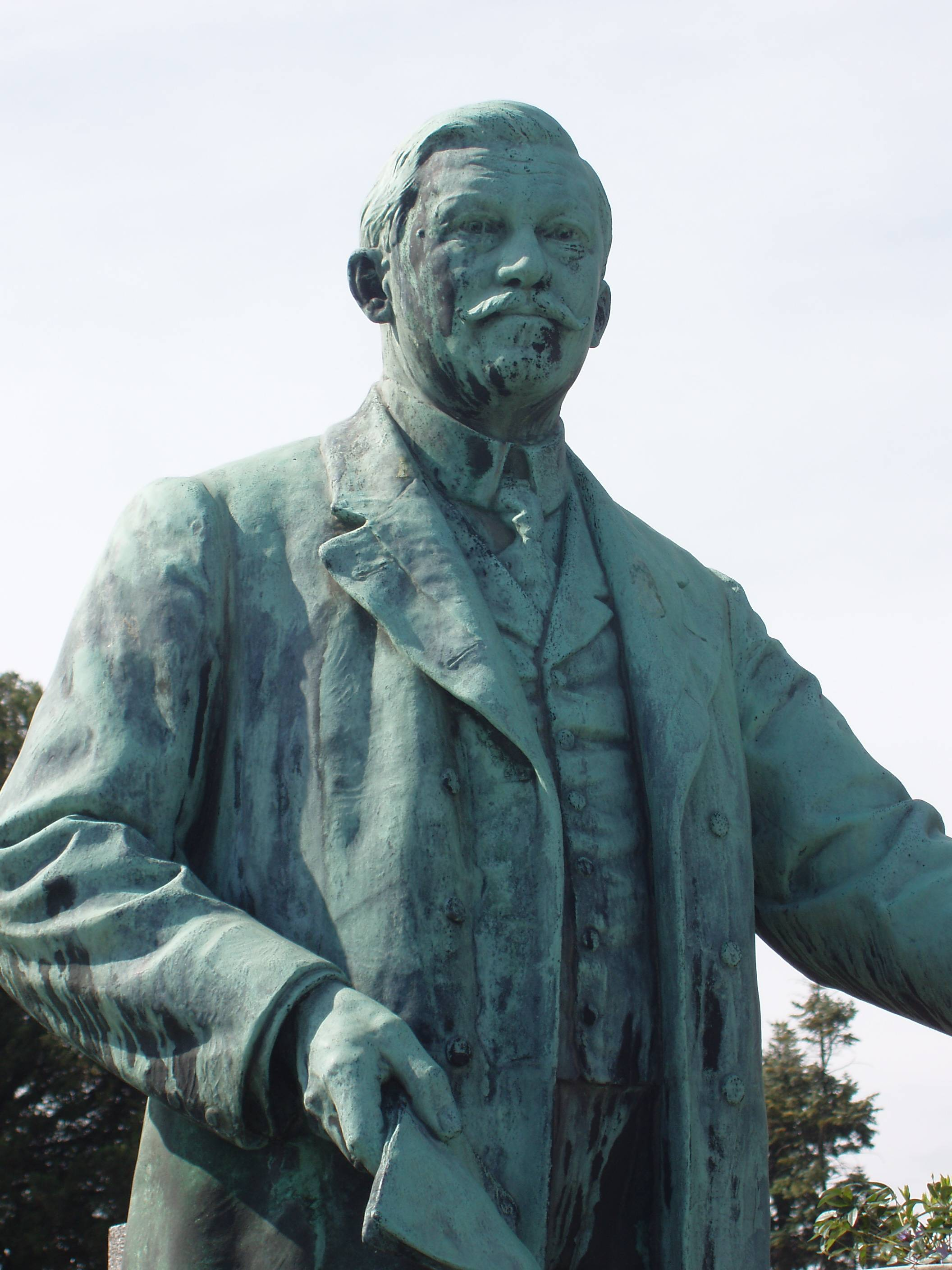
Denkmal von Franz Schuhmeier an seinem Grab am Ottakringer Friedhof

## Attentat
Bei der Rückkehr von einer Wahlkundgebung in Stockerau wurde Schuhmeier am 11. Februar 1913 von Paul Kunschak (* 4. Jänner 1870), dem geistig verwirrten, arbeitslosen Bruder des Begründers der christlichen Arbeiterbewegung und späteren Nationalratspräsidenten Leopold Kunschak, in der Halle des Wiener Nordwestbahnhofs erschossen. Schuhmeier, in den Hinterkopf geschossen, war sofort tot. Paul Kunschak war ehemaliges Mitglied der Sozialdemokraten und kannte Schuhmeier aus dem Arbeiterbildungsverein „Apollo“. Er warf Schuhmeier auch vor, an der Teuerungsrevolte am 17. September 1911 in Wien ursächlich beteiligt gewesen zu sein, denn dieser hatte neben anderen zu Beginn er Proteste eine Rede gehalten, wobei es bei anschließenden Unruhen vier Tote und hunderte z. T. Schwerverletzte gegeben hatte. Leopold Kunschak verurteilt den Mord an Schuhmeier durch seinen Bruder. Leo Trotzkij polemisierte in einer Art Nachruf gegen Paul Kunschak als Renegaten seiner Klasse und als "erbärmliche, dunkle Gestalt des 'christlich-sozialen' Mörders mit einer Browning in der Hand."
Die Beerdigung des populären Arbeiterführers am Ottakringer Friedhof in einem ehrenhalber gewidmeten Grab (Gruppe 14, Reihe 1, Nummer 1/2) bekam eine für Wien bislang unbekannte Dimension. Es nahmen – die Angaben schwanken – bis zu einer halben Million Trauergäste teil. Diese Massenmanifestation am 16. Februar 1913 wurde Wiens bis dahin größte Demonstration. Schuhmeier wurde - wie er sich das ausdrücklich gewünscht hatte - unter den Klängen des Trauermarsches aus Richard Wagners Götterdämmerung ins Grab gesenkt. Filmaufnahmen des Begräbniszuges haben sich erhalten. 
Kunschak wurde vom Geschworenengericht am 12. Mai 1913 einstimmig zum Tod durch den Strang verurteilt. Nachdem Schuhmeier wiederholt gegen die Todesstrafe eingetreten war, schloss sich seine Witwe Cilli einem Gnadengesuch an. Das Urteil wurde in 20 Jahre Kerkerhaft umgewandelt. Mit dem Untergang Österreich-Ungarns wurde Kunschak im Zuge einer allgemeinen politischen Amnestie am 20. November 1918 begnadigt.

## Urteile über Schuhmeier
Karl Kraus kritisierte 1900 in der Zeitschrift Die Fackel, dass ausgerechnet der „wüthendste Classenkämpfer“ Schuhmeier, der „in Volksversammlungen principiell jeden, der einen anständigen Rock am Leibe hat, für einen Schurken erklärt und mit Vorliebe den Kampf gegen die 'Doctoren' predigt,“ Mitglied einer Freimaurerloge war.
„Sieh doch zu, was wir für Leute haben. [...] Dann erst Schuhmeier, der sich eine Sorte Radau-Opportunismus zusammengebraut hat, die außerhalb von Wildwest [= dem Westen Wiens] unmöglich wäre, ein riesig geschickter Demagoge, dem aber jeder Sinn fehlt, unsere Probleme auch nur zu verstehen.“ Victor Adler an Karl Kautsky 1901.
„Schuhmeiers Tod bedeutete für Wien den Verlust einer wertvollen agitatorischen Kraft, nicht mehr. In den innerparteilichen Verhältnissen war er seit Jahren ein reaktionäres Element.“ Otto Bauer an Karl Kautsky 1913.

## Ehrungen

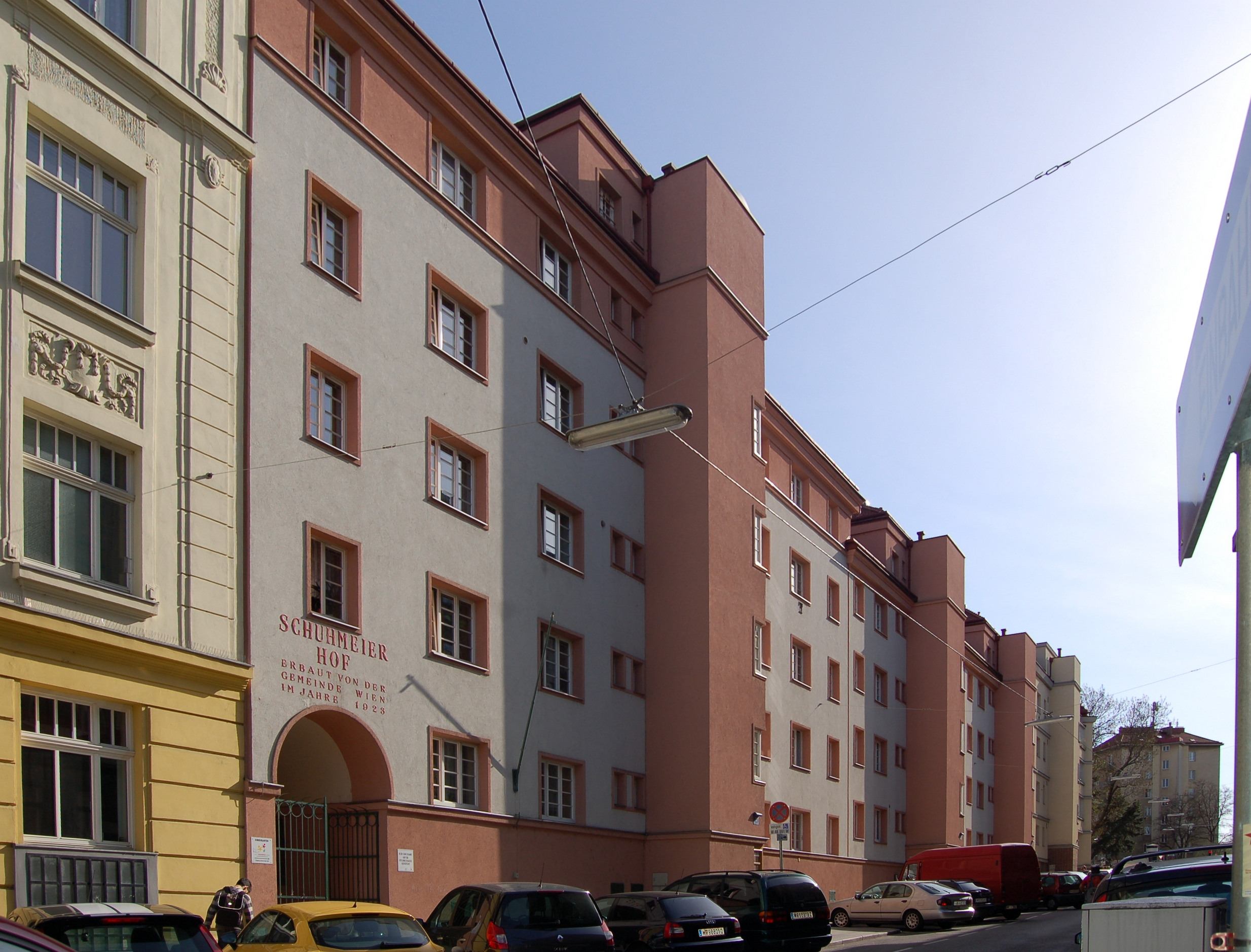
Schuhmeierhof

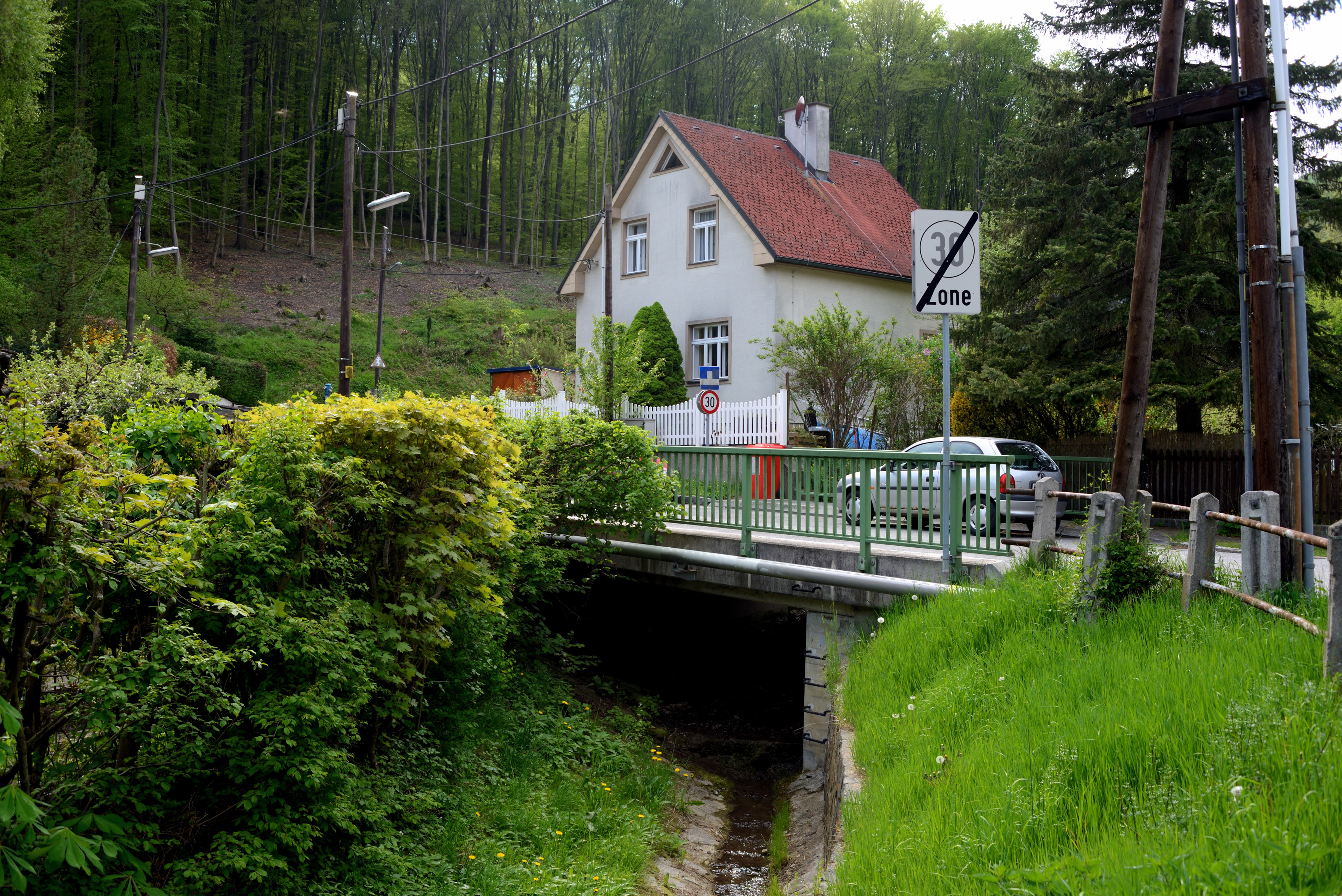
Schuhmeierbrücke in Wien-Penzing

Nach dem ermordeten Politiker wurden der Schuhmeierplatz (bis 1919 Habsburgerplatz) und nahe davon der 1925 bis 1927 errichtete Gemeindebau Schuhmeierhof in Ottakring sowie die Franz-Schuhmeier-Gasse im 23. Bezirk benannt. In Penzing wurden die Schuhmeierbrücke und in Purkersdorf die daran anschließende Schuhmeierstraße nach ihm benannt.
Im Schuhmeierhof wurde 1925 eine von Siegfried Bauer geschaffene Bronzebüste von Schuhmeier aufgestellt. Nach dem Österreichischen Bürgerkrieg wurde sie 1934 demontiert und im Zweiten Weltkrieg eingeschmolzen. 1948 wurde zum 35. Todestag Schuhmeiers ein Nachguss installiert.
1933 setzte ihm der jüdische Schriftsteller Robert Ascher mit dem Kolportageroman Der Schuhmeier, dem sozialdemokratischen Politiker und späteren Landeshauptmann von Niederösterreich inkl. Wien "Albert Sever
Dem Bewahrer und Mehrer des grossen Erbes Franz Schuhmeiers zugeeignet.",  ein verherrlichendes Denkmal, in dem sich Fiktionales und Tatsächliches in strenger Schwarz-Weiß-Zeichnung mischen.

## Reden und Schriften (Auswahl)
- In elfter Stunde. An alle Arbeiter und Arbeiterinnen. Verlag der Volkstribüne und der Arbeiter-Zeitung, Wien 1892.
- Aus einem k.u.k. Militärspital. Der Fall Hangler nach den stenographischen Protokollen des Abgeordnetenhauses dargestellt. Verlag der Wiener Volksbuchhandlung, Wien 1905.
- Der Fall Petran und Hans Kirchsteiger´s Roman ´Das Beichtsiegel´. Reden der Abgeordneten Rudolph Berger und Franz Schuhmeier, gehalten in der 297. Sitzung des Abgeordnetenhauses am 31. Jänner 1905. Wien 1905, 48 S.
- Aus der Werkstatt des Clericalismus. Gegen Jesuitismus, Pfäfferei und Aberglaube! Rede des Reichsrathsabgeordneten Franz Schuhmeier, gehalten in der 72. Sitzung der XV. Session des österreichischen Abgeordnetenhauses. Verlag Brand, Wien 1901, 1913 u.ö., 32 S.